# Bugatti Stratos
El Bugatti Stratos es un prototipo de automóvil deportivo presentado por el fabricante ítalo-francés Bugatti en el año 2009.

## Diseño
El diseño fue creado por el diseñador francés Bruno Delusso, y se caracteriza por tener combinaciones de estilos futuristas y retro. Algunas de sus particularidades se pueden apreciar en las llantas traseras, las cuales son cubiertas por guardabarros, como en los coches antiguos. El habitáculo y la parte trasera del vehículo comparten similitudes con el Bugatti Type 57 SC Atlantic.
Debido a que es sólo un concept car, no existe dato alguno sobre su motorización...